# Colonia Baylina
Colonia Baylina é uma junta de governo da província de Entre Ríos, na Argentina.